# Wohnhaus Großensieler Straße 59
Das Wohnhaus Großensieler Straße 59 am Abbehauser Sieltief im niedersächsischen Nordenham-Großensiel im Landkreis Wesermarsch stammt wohl aus dem 20. Jahrhundert.

Aktuell (2024) wird es als Wohnhaus genutzt.
Das Gebäude steht unter Denkmalschutz (siehe auch Liste der Baudenkmale in Nordenham).

## Geschichte
Großensiel entwickelte sich im 18. Jahrhundert zum kleinen Vorhafen von Brake. Der Ausbau zur Hafensiedlung begann um 1800 mit dem Bau eines Gasthofes. Der Ort wurde erst 1855 durch eine feste Chaussee erschlossen. Vor allem Vieh wurde im 19. Jahrhundert vom Hafen Großensiel aus umgeschlagen.

## Beschreibung
Das eingeschossige verputzte giebelständige Wohngebäude einer Hofanlage an einem Stichweg, mit Satteldach und Drempel, einem linken Anbau sowie dem geschossteilenden Gesims und den gerahmten rechteckigen Fenstern stammt wohl vom Anfang des 20. Jahrhunderts.
Das Landesdenkmalamt befand zur Bedeutung: „geschichtlich, wissenschaftlich“.